# Struthanthus lojae
Struthanthus lojae là một loài của thực vật thuộc họ Loranthaceae. Đây là loài đặc hữu của Ecuador. Môi trường sống tự nhiên của chúng là vùng núi ẩm nhiệt đới hoặc cận nhiệt đới.